# Alsophylax pipiens
Alsophylax pipiens là một loài thằn lằn trong họ Gekkonidae. Loài này được Pallas mô tả khoa học đầu tiên năm 1827.